# 胜福
勝福（？—1919年12月14日），达斡尔族，莫日登氏，清末黑龙江将军辖下呼倫貝爾部（今内蒙古自治区呼伦贝尔市）人。清末民初呼伦贝尔独立运动领袖，在呼伦贝尔特别区域（1915-1919年自治时期）任呼伦贝尔副都统。

## 生平
清朝末年，胜福任呼伦贝尔额鲁特旗（位于今鄂温克自治旗伊敏苏木）总管。清宣统三年（1911年），包括胜福在内的呼伦贝尔各旗总管开会，向清朝提出5条要求，内容包括中国官吏和军队撤出呼伦贝尔，停止向呼伦贝尔移民和在呼伦贝尔垦殖，汉人如果不愿承认当地官府即须被驱逐出呼伦贝尔，全部税收移交呼伦贝尔当地官府。上述要求被清朝拒绝。
1911年12月外蒙古宣布独立后，其君主哲布尊丹巴八世以“蒙古君主”（额真汗）名义通过电报和写信呼吁呼伦贝尔上层人士鼓动呼伦贝尔独立。在向俄国驻呼伦副领事乌萨蒂（俄语：П. К. Усатый）寻求支持後，额鲁特旗总管胜福、新巴尔虎右翼总管车和札、索倫左翼总管成德等人，利用俄国援助的500支枪组织了千余人的武装。
民国元年（1912年）1月15日，胜福等人率兵攻入呼伦城（今海拉尔），驱逐了当地清朝所派官员并占领呼伦兵备道、呼伦厅官署，宣布呼伦贝尔独立，脱离与清朝的关系，并宣布呼伦贝尔自治政府成立，效忠外蒙古独立后成立的大蒙古国。胜福自任呼伦贝尔副都统。哲布尊丹巴任命胜福为“花翎呼伦贝尔统辖大臣贝子”。2月3日胜福在俄国军队的配合下进攻胪滨府（今满洲里）和吉拉林设治局等地，最终呼伦贝尔自治政府控制了呼伦贝尔岭西地区。2月12日珠尔干河总卡官赵春芳与蒙兵谈判，以莫里勒克河为界，下流奇雅河、永安山、额勒合哈达三卡（均属于今恩和哈达镇）归黑河道管理；上流自塔尔巴干达呼山（今中蒙俄三国国界交界点）至伊穆河（今恩和哈达镇伊木河）之间的20卡，被蒙古独立集团占据。
第一次世界大战爆发后，沙俄急于在东方和解。民国四年（1915年）6月7日《中俄蒙协约》签订。1915年11月6日，《中俄会订呼伦贝尔条件》共8条于北京签字，呼伦贝尔独立被迫宣告结束，中华民国政府承认呼伦贝尔为特别区域，直隶于中央政府，受黑龙江省长监督，中央政府不在特区驻兵；特别区关税、盐税归中央征收，其它税收均作为地方经费；呼伦贝尔副都统为特别区最高长官，实行“高度自治”。中华民国政府正式任命胜福为呼伦贝尔副都统。1915年12月，中华民国政府册封胜福为贝子。
俄国十月革命后，北洋政府于1919年11月22日下令取消外蒙古自治。1919年12月14日，胜福病故，由其侄子贵福代理副都统之职。